# Giuseppe Basile (medico)
Giuseppe Basile (Siculiana, 9 giugno 1830 – Siculiana, 16 giugno 1867) è stato un medico e patriota italiano.

## Biografia
Giuseppe Basile nacque in una famiglia agiata siciliana. Studiò quindi a Palermo, dove a 23 anni conseguì la laurea in farmacia e, sei anni più tardi, in chirurgia e infine in medicina, dato che in quell’epoca le branche di medicina e chirurgia erano separate. 
In Sicilia, lo spirito antiborbonico non si era pacato dopo i moti popolari scoppiati a Palermo nel 1848. Malgrado le concessioni fatte da Francesco II, fra cui quelle previste dal decreto del 16 giugno 1859, col quale veniva consentito a 137 esuli politici di rientrare in Sicilia, mentre si permetteva agli altri, non graziati dal decreto, di ottenere il rimpatrio col mezzo di suppliche inoltrate al sovrano, il fermento nazionalistico rimaneva forte. La rete di comitati segreti antiborbonici si era ricostituita e manteneva un attivo scambio col Piemonte e con Cavour.

### Dall'impresa dei Mille
Basile, l'anno dopo la laurea in chirurgia, entrò a far parte nel 1860 del Comitato Segreto Rivoluzionario di Palermo, il quale era presieduto da Gaetano La Loggia, medico e patriota anch'egli. Il 4 aprile 1860, parte della minoranza democratica del Comitato palermitano accese i fuochi della rivolta della Gancia a Palermo, insorgendo contro i Borboni. La rivolta venne stroncata facilmente dall'esercito, ma proseguì nelle campagne, incoraggiando Giuseppe Garibaldi nel suo progetto di spedizione.
Dopo lo sbarco dei Mille a Marsala, il Comitato incaricò Basile di andare incontro a Garibaldi, accogliendolo in Sicilia a nome dei palermitani. Basile raggiunse quindi i Mille a Partinico, dove venne immediatamente reclutato come medico di campo.
L'attività di chirurgo militare di Giuseppe Basile si protrasse nel tempo. Dopo la spedizione dei Mille, accompagnò Garibaldi nelle campagne del 1862 e del 1866 con il grado di "Capitano Primo Chirurgo Assistente" dell’Ambulanza Generale del Corpo Garibaldino, diretta da Pietro Ripari.
Sull'Aspromonte, a seguito dell'attacco di Emilio Pallavicini mirante Garibaldi, il generale venne ferito al malleolo destro. L'ambulanza era stata saccheggiata dalle truppe regie, ma fu Giuseppe Basile ad accorrere con i "ferri" che aveva salvato assieme ad altro materiale. Le prime cure vennero amministrate quindi al generale dai medici Ripari, Albanese (un compagno di Basile che si era unito assieme a lui alle truppe garibaldine) e Basile stesso. Basile si trovò così al centro di un fatto clamoroso, che commosse e scandalizzò l'Italia e complicò drammaticamente la questione interna per un episodio di guerra civile che avvelenò l'anima nazionale.
Basile, insieme agli altri due medici curanti Ripari e Albanese, presenziò sempre ai numerosi consulti di medici più o meno illustri, italiani ed europei, che si succedettero al capezzale di Garibaldi e fu presente all'intervento del 23 novembre, quando il professor Ferdinando Zannetti di Firenze estrasse finalmente il frammento di piombo dalla ferita. Nel 1863 il Ripari pubblicò il libro Storia medica della grave ferita toccata in Aspromonte dal Generale Garibaldi. Nel suo libro Ripari non si lascia sfuggire l'occasione di polemizzare aspramente con il Governo di Torino, lanciando anzi apertamente l'accusa di aver tentato di assassinare Garibaldi.
Nel 1863 fu Basile che scrisse della ferita di Garibaldi su Il Commercio di Palermo.
Il racconto di Ripari e la documentazione medica ad esso allegata, unitamente ad analoghi lavori pubblicati dagli altri due curanti, Basile e Albanese, costituiscono una delle principali fonti di informazione su cui sono basati i non pochi studi di critica medica della ferita.
Dopo la campagna del 1866, Basile seguì Garibaldi a Caprera nel 1867. Da lì tornò a Siculiana, il suo paese natale, richiamato per combattere un'epidemia di colera nella quale si erano ammalati i suoi fratelli Onofrio e Luigi. Mentre Luigi finalmente guarì, Onofrio e Giuseppe morirono di colera, venendo seppelliti entrambi nella fossa comune, alla stregua degli altri morti della malattia.

## Opere
- Storia della ferita del Generale Garibaldi toccata il 29 agosto 1862 in Aspromonte, Palermo, Giornale Il Commercio, 1863.